# Meranti Bunting
Meranti Bunting is een bestuurslaag in het regentschap Kepulauan Meranti van de provincie Riau, Indonesië. Meranti Bunting telt 1160 inwoners (volkstelling 2010).